# Koundara (Präfektur)

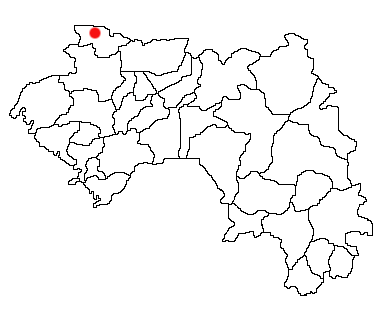
Lage von Stadt und Präfektur Koundara in Guinea

Koundara ist eine Präfektur in der Region Boké in Guinea mit etwa 109.000 Einwohnern. Wie alle guineischen Präfekturen ist sie nach ihrer Hauptstadt, Koundara, benannt.
Die Präfektur liegt im Nordwesten des Landes im Bergland von Fouta Djallon, angrenzend an Guinea-Bissau und den Senegal, und umfasst eine Fläche von 5.500 km².